# Escola Santa Bernadeta
L'Escola Santa Bernadeta és una obra de Mataró (Maresme) protegida com a bé cultural d'interès local.

## Descripció
Edifici a quatre vents amb pati circumdant, de planta baixa i pis. La façana principal presentava una composició simètrica a partir d'un eix central on se situava en planta i pis, un finestral de quatre elements amb arc escarser. Als extrems, dos finestrals amb arc de mig punt. Unes franges de totxo vist ordenaven els tres cossos de l'edifici. Una reforma feta l'any 1992, va deformar la composició noucentista de la façana, unificant totes les obertures amb arc de mig punt excepte la porta d'entrada.

## Història
Aquest edifici fou inicialment una escola de la Cooperativa del Forn de Vidre, més tard fou comandància militar i actualment torna a fer d'escola.